# إدغاردو أندرادا
إدغاردو نوربيرتو أندرادا (بالإسبانية: Edgardo Norberto Andrada)، المعروف باسم إدغاردو أندرادا، أو اختصارا أندرادا (ولد بتاريخ 2 يناير 1939 بروساريو، سانتا في) وهو لاعب كرة قدم أرجنتيني متقاعد لعب كحارس مرمى لعدة أندية أرجنتينية وبرازيلية.

## روابط خارجية
- إدغاردو أندرادا على موقع قاعدة بيانات كرة القدم.إي يو (الإنجليزية)
- إدغاردو أندرادا على موقع ناشيونال فوتبول تيمز (الإنجليزية)
- إدغاردو أندرادا على موقع عالم كرة القدم.نت (الإنجليزية)